# 江守徹
江守 徹（日語：えもり とおる，1944年1月25日—）是日本的演员、播音员、剧作家、翻译家。本名為加藤 徹夫（日語：かとう てつお）。艺名的由来是法国剧作家莫里哀，文学座成员。

## 生涯
生于东京都，出生前父親戰死，由母親雪子一手養大。从板桥区立志村第一中学校升入东京都立北园高等学校。进入同校美术部、演剧部。19岁毕业后加入文学座。虽然早就立志当演员但是对当时东宝等公司的“新面孔”这个词很反感，这也是他加入文学座的理由。凭借自己的形象和演技渐渐展露头角。之后在电视剧和舞台方面成为从演出到导演，剧本都精通的实力派演员。特别是从实践中培养的莎士比亚的演剧论已经达到到大学进行演讲的专业程度。此外他还着手海外戏曲的翻译。
1991年着手《魔笛》的首次舞台剧。嗓音条件良好，很多节目和电影预告片等担当旁白。最著名的就是1995年的NHK大河剧《八代将军吉宗》中的近松门左卫门。在朗读方面也致力于朗读剧和管选乐团的合作，都得到很高的评价。

## 演出作品

### 电视剧
- 大河剧《源义经》（1966年、NHK）
- 大河剧《天与地》（1969年、NHK）
- 大河剧《最后的枞木》（1970年、NHK）- 轰木三平
- 大河剧《春之坂道》（1971年、NHK）- 土井利胜
- 《天下御免》（1971年、NHK）
- 《天皇世纪》（1971年、朝日放送）- 富藏（水夫）
- 大河剧《新·平家物语 》（1972年、NHK）- 樋口兼光
- 《带子狼 (万屋锦之介版)》 第8话「堺筒」（1973年、日本电视）
- 大河剧《国盗物语》（1973年、NHK）- 黑田官兵卫
- 《特捜记者》第26话（1974年、关西电视放送）
- 《幡随院长兵卫》（1974年、MBS毎日放送）- 梦市郎平卫
- 大河剧《胜海舟》（1974年、NHK）- 杉纯道
- 大河剧《元禄太平记》（1975年、NHK）- 大石内藏助
- 《夏之影》（1975年、日本电视）- 旁白
- 《江户特捜指令》第1话（1976年、毎日放送）
- NHK特集《纪录片电视剧 日本的战后（1）-（10）》（1977年、NHK）- 旁白
- 《如狮》（1978年、TBS）- 森鸥外
- 《早笔右三郎》（1978年、NHK）- 藤枝右三郎 1979年
- 《我们是天使》（1979年、日本电视）- 南云隆之
- 《血痕追跡》（1979年、NHK）主角
- 大河剧《琉球之風》（1993年、NHK）- 謝名親方
- 大河劇《葵．德川三代》(2000年、NHK) - 石田三成
- 大河劇《篤姬》(2008年、NHK) - 德川齊昭
- 火9 《Legal High》第5話 ( 2012年、富士電視台 ) - 富樫逸雄
- 大河劇《花燃》(2015年、NHK) - 阿久澤權藏

### 电影
- 《悦乐》（1965年）
- 《宴》（1967年）
- 《社葬》（1989年） - 徳永昭雄
- 《虚幻的邪马台国》（2008年） - 江阪大吾
- 《豐臣公主》（2011年） - 漆原修三

### 舞台
- 《托斯卡》（1963年）